# 1329 هـ
1329 هـ هي سنة في التقويم الهجري امتدت مقابلةً في التقويم الميلادي بين سنتي 1911 و1911.

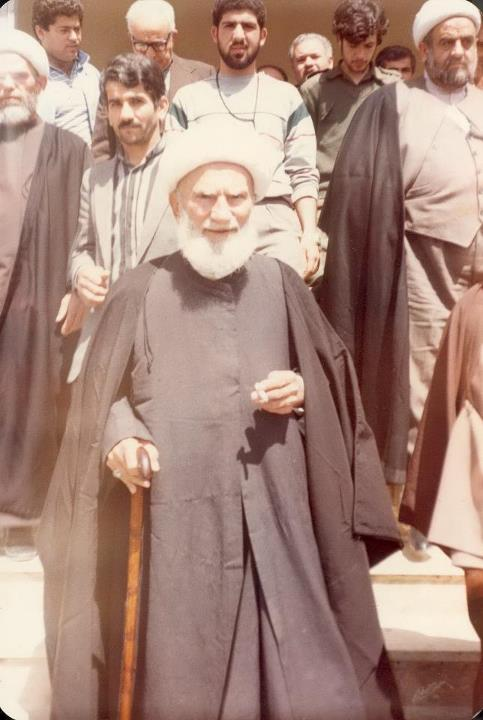
محمد تقي الفقيه

## أحداث
- الأمير محمد بن عبد الرحمن آل سعود يقوم بوضع خطة لاحتلال أجزاء من الأحساء.

## مواليد
- أحمد حسين
- حسين مؤنس
- عبد العزيز بن صالح الصالح
- محمود الرنكوسي
- أمين مدني
- عبد الله بن حميد
- إسماعيل أدهم
- المختار بن باب بن حمدي
- حسن الطباطبائي القمي
- حسن علي المرواريد
- عبد الله بن عبد الرحمن بن عدوان
- كريم أميري فيروز كوهي
- محسن النواب اللكنوي
- محمد بشير الباني
- محمد تقي الفقيه
- محمد علي الحكيم
- محمد متولي الشعراوي
- مرتضى الفيروزآبادي
- نعمة الخاقاني

## وفيات
- صادق العظم
- محمد كاظم الخراساني
- إبراهيم بن عبد اللطيف بن عبد الرحمن آل الشيخ
- محمد شمس الحق العظيم آبادي
- محمد إمام العبد